# Callichlamys latifolia
Callichlamys
Cet article concerne le genre de plantes Callichlamys Miq., 1845. Pour le genre d'insectes Callichlamys Kirkaldy, 1907, voir Callichlamys (insecte).
Genre
Espèce
Calliclamys latifolia, unique représentant du genre Callichlamys, est une espèce de plantes à fleurs de la famille des Bignoniaceae. C'est une liane originaire des régions tropicales du Mexique jusqu'au Brésil.

## Description
Touffe de poils dendroides trouvés sur la face inférieure des feuilles, feuilles et corolles larges, ainsi que les capsules; et une écorce lisse de couleur grise,.
Calliclamys se présente sous forme de lianes grimpantes; tiges avec 4 canaux de phloème en coupe transversale; rameaux cylindriques, glabres, couverts de lenticelles, à crête interpétiolaire discontinue. Feuilles à deux ou trois folioles, foliole terminale souvent remplacée par une simple vrille ; folioles coriaces (env. 30 × 20 cm), avec des glandes peu réparties sur le limbe. Inflorescence, racème axillaire ou terminal, en grappe. Calice en forme de spathe, 2-6 cm de long x 1-4 cm de large, épais, spongieux, pubérulent, avec des glandes clairsemées ; corolle jaune vif et parfois rougeâtre sur la face interne, tubulaire (5,5 × 11 cm de long), infundibuliforme (en forme d’entonnoir), droite, coriace, pubérulente ; quatre étamines, avec filaments inclus, anthères glabres, fibres droites, pollen en monades, à éxine réticulée ; ovaire sessile, lisse, glabre, ovules en plusieurs séries sur chaque placenta, stigmates lancéolés, glabres ; disque annulaire. Les fruits sont des capsules elliptiques (22-32 cm de long x 6-12 cm de large), aplaties ellipsoïdes, droites, ligneuses, à deux valves, glabres, sans lenticelles, à glandes éparses, sans ailes, lisses, à calice caduc ; graines ailées, au corps lisse et glabre, ailes opaques, linéaires. 
La floraison a lieu de février à octobre (saison humide), et la fructification de janvier à mars (saison sèche).

## Taxinomie
Ce genre particulier de la famille des Bignoniaceae est décrit pour la première fois par Miquel en 1844. L'espèce C. latifolia a été décrite par le botaniste L.C. Richard, puis par K.M. Schumann qui publia dans Die Natürlichen Pflanzenfamilien 4(3b): 223, 1894.
Selon ThePlantList Calliclamys latifolia a trois synonymes acceptés : Calliclamys garnieri Standl & L.O. Williams ; Calliclamys peckoltii Bureau ex K. Schum. et Calliclamys rufinervis (Hoffmanns ex DC) Miers. Elle peut être parfois confondue avec certaines espèces des genres voisins comme Bignonia ou Tabebuia.
Cette espèce, largement répartie dans les régions tropicales américaines, est appelée en langue vernaculaire « alapargate » (Tolima), « verhero » (Boyaca), ou « cotatano » (Andoque). En Guyane française, les Wayapi la connaissent sous le nom de « kalasapau poã », qui signifie littéralement « ulcère de leishmaniose ; remède ».

## Habitat et répartition
Calliclamys est une liane de la végétation ripicole et de la forêt primaire, rencontrée à faible altitude, de 100 à 1 000 m, rarement jusqu’à 2 000 m, du Sud du Mexique, en Amérique centrale, jusqu’au Brésil et en Bolivie,,. 

## Usages
Les Wayapi utilisent l’écorce de la tige en remède contre la leishmaniose. Les tribus Andoques (Colombie) se servent de cette plante comme anti-diarrhéique, et les Miraflas en extraient un venin pour la chasse.
Une étude brésilienne récente (2010) a démontré que Calliclamys latifolia et une autre espèce de Bignonieae, Arrabidaea samydoides, avaient une activité antivirale sur trois virus, dont un type responsable de l’herpès humaine.